# Znana Studnia
Znana Studnia (Jaskinia Znana) – jaskinia w Dolinie Miętusiej w Tatrach Zachodnich. Wejście do niej znajduje się w Litworowym Grzbiecie na wysokości 1814 metrów n.p.m. Długość jaskini wynosi 6,5 metrów, a jej deniwelacja 5,5 metrów.

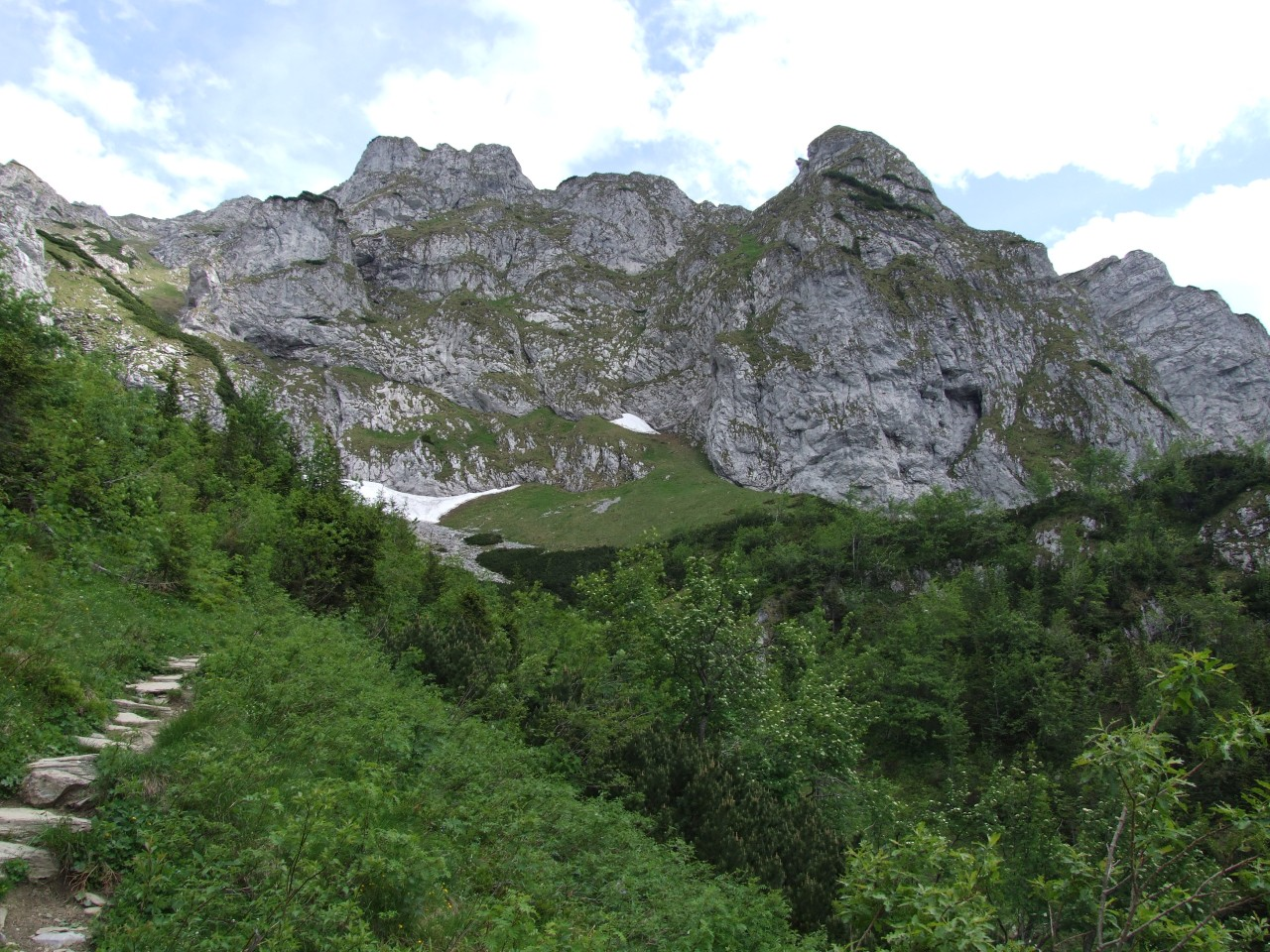
Litworowy Grzbiet

## Opis jaskini
Jaskinia zaczyna się stromą i ciasną pochylnią, która przechodzi w 4-metrową studnię. Na dnie studni znajduje się niewielka salka. Otwór wejściowy do jaskini  jest bardzo mały.

## Przyroda
W jaskini brak jest nacieków. Ściany są suche, rosną na nich mchy i porosty.

## Historia odkryć
Jaskinię prawdopodobnie odkryli M. Parczewski i F. Filar w sierpniu 2000 roku. W tym też roku jej plan i opis sporządzili M. Parczewski i J. Parczewski.